# هارالد مولاندر
هارالد مولاندر (بالسويدية: Harald Molander)‏ هو مخرج ومنتج أفلام سويدي، ولد في 25 ديسمبر 1909 في هلسنكي في فنلندا، وتوفي في 15 يوليو 1994.

## وصلات خارجية
- هارالد مولاندر على موقع IMDb (الإنجليزية)
- هارالد مولاندر على موقع قاعدة بيانات الأفلام السويدية (السويدية)
- هارالد مولاندر على موقع قاعدة بيانات الفيلم (الإنجليزية)